# Exfoliation (Medizin)
Unter Exfoliation (von lateinisch ex ‚von...her‘ und folium ‚Blatt‘) versteht man in der Medizin die Ablösung – das „Abblättern“ – einer oberflächlichen Gewebeschicht von der darunterliegenden.
Bei der Exfoliativzytologie handelt es sich um eine pathologische Untersuchungsmethode von einzelnen abgeschilferten Zellen oder kleinen Zellverbänden. Die der zytologischen Untersuchung vorausgehende Exfoliation beschreibt dabei die Loslösung der zu untersuchenden Zellen aus dem Gewebeverband, typischerweise von deren Oberfläche. Dies kann spontan geschehen, beispielsweise bei der Untersuchung von Ergüssen oder Sputum. Alternativ wird die Exfoliation durch den Arzt herbeigeführt, beispielsweise bei Abstrichen, Bürstenabstrichen und Lavagen. Typische Beispiele sind der PAP-Abstrich zum Screening auf Gebärmutterhalskrebs, die Urinzytologie bei Chemiearbeitern mit Karzinogenexposition sowie die Sputumzytologie bei symptomatischen Rauchern.
Sogenannte Exfoliativtoxine können eine Exfoliation im Rahmen einer bakteriellen Infektion verursachen: Bakterien, typischerweise Staphylokokkus aureus produzieren dabei Toxine, die zum Ablösen bestimmter Hautschichten (intraepidermal zwischen Stratum corneum und Stratum granulosum) führen, so etwa bei der Impetigo contagiosa oder beim Staphylococcal scalded skin syndrome (SSSS).